# More Lovin' from Our Oven
More Lovin' from Our Oven is een verzamelalbum van de Amerikaanse queercore-band Pansy Division. Het album werd op 16 augustus 1997 door Lookout! Records uitgegeven en bevat singles, niet eerder uitgegeven nummers, nummers van diverse compilatiealbums, demo's en andere zeldzame nummers van de band.

## Nummers
1. "I'm Gonna Be a Slut" - 2:09
2. "Manada" - 1:56
3. "Pretty Boy (What's Your Name)" - 2:03
4. "Hockey Hair" - 2:11
5. "Headbanger" - 2:53
6. "Breaking The Law" - 2:49
7. "Political Asshole" - 1:14
8. "Male Model" - 1:40
9. "Valentine's Day" - 2:11
10. "Expiration Date 01/97" - 4:48
11. "The Summer You Let Your Hair Our" (akoestisch) - 2:25
12. "He Could Be The One" - 1:57
13. "On Any Other Day" - 1:47
14. "Negative Queen (Stripped Bare)" - 2:15
15. "Sweet Pain" - 1:45
16. "One Night Stand" - 1:10
17. "Two Way Ass" - 0:15
18. "Bunnies" (live) - 2:39
19. "Manada (Version Quebecois)" - 1:56
20. "Fem In A Black Leather Jacket" (demo) - 1:49
21. "The Story So Far" (demo) - 2:53